# 870
- Wikisource

| Calendário gregoriano                                                        | 870 DCCCLXX                                           |
| Ab urbe condita                                                              | 1623                                                  |
| Calendário arménio                                                           | 319 – 320                                             |
| Calendário bahá'í                                                            | -974 – -973                                           |
| Calendário budista                                                           | 1414                                                  |
| Calendário chinês                                                            | 3566 – 3567 Início a 6 de fevereiro (aproximadamente) |
| Calendário copta                                                             | 586 – 587                                             |
| Calendário etíope                                                            | 862 – 863                                             |
| Calendários hindus - Vikram Samvat - Calendário nacional indiano - Cáli Iuga | 925 – 926 791 – 792 3970 – 3971                       |
| Calendário Holoceno                                                          | 10870                                                 |
| Calendário islâmico                                                          | 256 – 257                                             |
| Calendário judaico                                                           | 4630 – 4631                                           |
| Calendário persa                                                             | 248 – 249                                             |
| Calendário rúnico                                                            | 1120                                                  |
| Calendário solar tailandês                                                   | 1413                                                  |

870 (DCCCLXX, na numeração romana) foi um ano comum do século IX que começou num domingo, segundo o calendário juliano. A terça-feira de Carnaval ocorreu a 7 de fevereiro e o domingo de Páscoa a 26 de março. Segundo o horóscopo chinês, foi o ano do Tigre, começando a 6 de fevereiro (aproximadamente).
| Ano completo                        |
| ----------------------------------- |
| Ano comum com início à quarta-feira |

## Eventos
- 28 de fevereiro - termina o Quarto Concílio de Constantinopla
- O arquipélago de Malta é conquistado pelos árabes
- Assinado o Tratado de Meersen, pelo qual a Germânia passa a controlar a Lotaríngia
- Almutâmide substitui Almutadi como califa de Bagdá
- Fortunio Garcês el Tuerto substitui García Íñiguez no trono de Navarra
- Os primeiros colonos noruegueses terão chegado a Reiquiavique, na Islândia
- Batalha de Thetford.

## Nascimentos
- Suniário I (m. 950) foi Conde de Ausone, Girona e Barcelona.
- Raimundo II de Tolosa e Ruergue (m. 923) foi conde de Tolosa e de Ruergue
- Fulco I de Anjou m. 940, foi o primeiro conde Anjou.
- Herveu da Bretanha m. 955 foi conde do Maine pelo casamento.
- Garcia I de Leão, m. 914, foi rei de Leão.